# Фаи-делла-Паганелла
Фа́и-делла-Паганелла (итал. Fai della Paganella) — коммуна в Италии, располагается в провинции Тренто области Трентино-Альто-Адидже.
Население составляет 898 человек (2011 г.), плотность населения составляет 75 чел./км². Занимает площадь 12 км². Почтовый индекс — 38010. Телефонный код — 0461.
Покровителем коммуны почитается святитель Николай, празднование 8 декабря.

## Демография
Динамика населения: